# Мудрое
Му́дрое (укр. Мудре) — село, расположенное на территории Варвинского района Черниговской области (Украина).

## История
- В 1862 году на владельческом хуторе Святовщина (Мудрова) было 13 дворов где проживало 75 человек (37 мужского и 38 женского пола)[1].
- В 1911 году на хуторе Сиятовщина проживало 101 человек (52 мужского и 49 женского пола)[2].